# Alternatief Forum
Het Alternatief Forum (AF) was een Surinaamse politieke partij.
Het AF werd op 3 augustus 1991 opgericht door overwegend intellectuele Surinamers die zich zorgen maakten om de situatie in het land. Acht maanden eerder, op 24 december 1990, had de Telefooncoup plaatsgevonden waardoor legerleider Desi Bouterse de macht in het land had overgenomen. De initiatiefnemers achter het AF zochten naar een politieke manier om de situatie in het land te verbeteren, en niet te vertrekken. Ze hadden geen achtergrond in partijpolitiek en hadden met hun banen evengoed werk in het buitenland kunnen vinden.
Het AF ging gesprekken aan met gelijkgezinde sociale groepen en was een van de vier oprichters van het Democratisch Alternatief '91, samen met Broederschap en Eenheid in de Politiek (BEP), Pendawa Lima en de Hernieuwde Progressieve Partij (HPP). Ondanks het resultaat van negen zetels tijdens de parlementsverkiezingen van dat jaar, belandde de partijcombinatie toch in de oppositie. Tijdens de verkiezingen van 1996 werden twee zetels, en in 2000 drie zetels behaald. Het AF maakte steeds meer een onlosmakelijk deel uit van het geheel. Tijdens de verkiezingen van 2005 ging DA'91 met individuele politieke partijen de samenwerking aan in een nieuwe combinatie, bestaande uit vijf partijen: de A1-Combinatie. A1 behaalde in 2005 vier zetels.